# 知識の独占

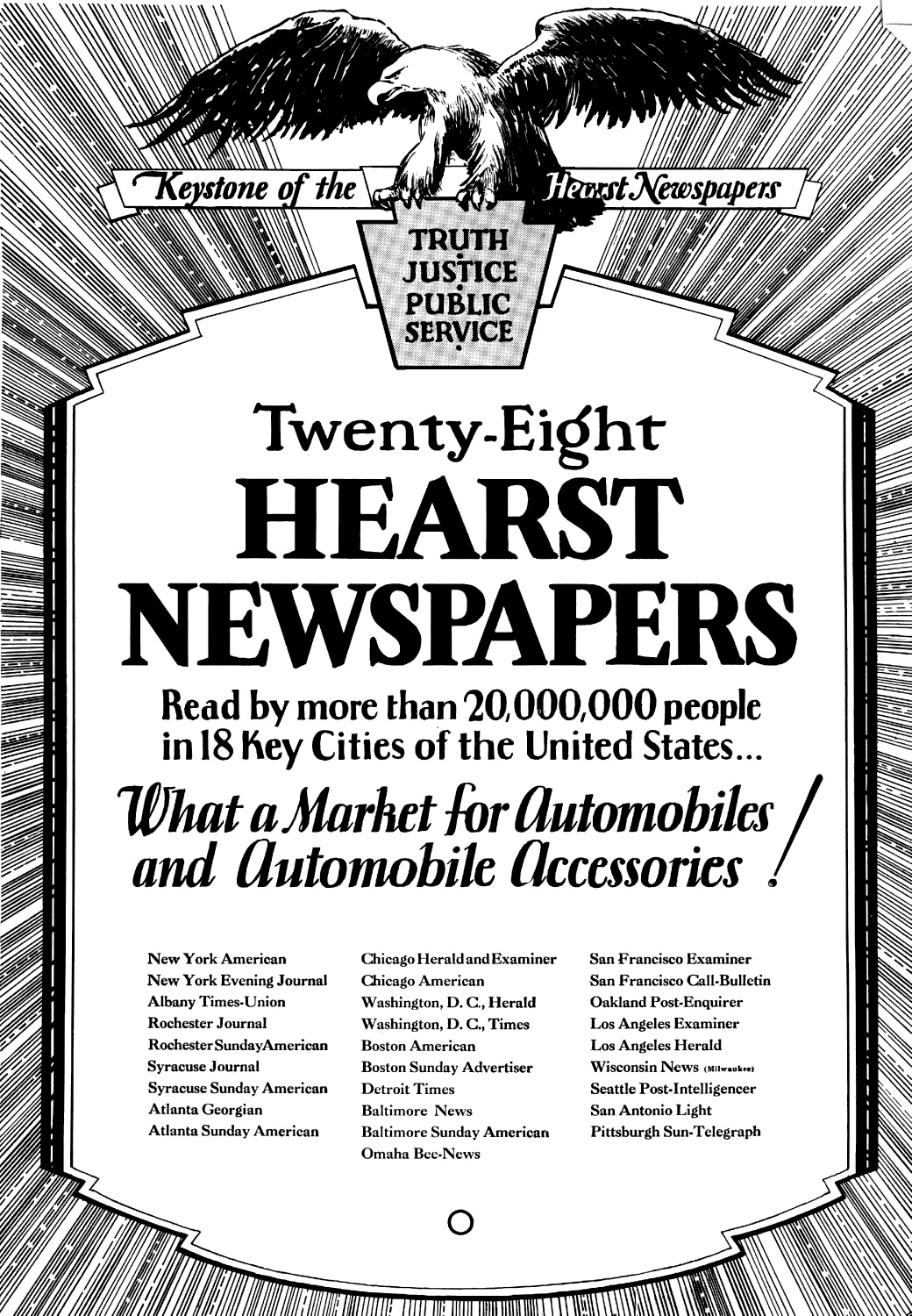
イニスは、ハースト新聞チェーンとその少数の強力なライバルが、現代の知識の独占を構成していると指摘した。

知識の独占（ちしきのどくせん、英: Monopolies of knowledge）は、支配階級が主要な通信技術を支配することで政治権力を維持する時に生じる状態である。
カナダの経済史家ハロルド・イニスは、コミュニケーション理論に関する後期の著作の中で、知識の独占の概念を発展させた。

## 概要
古代エジプトを例に挙げると、複雑な文字体系は、知識の独占を読み書きのできる聖職者と書記に与えていた。文字の読み書きを習得するには長期の見習いと教育が必要で、知識はこの強力な階級に限定されていた。知識の独占は新しい考え方を徐々に抑圧すると示唆されている。確立された階層はますます硬直化し、社会の現実から乖離していく。エリート層の権力に対する挑戦は、しばしば社会の周縁から生じる可能性が高い。例えば、芸術は型にはまった思考の不毛さからの逃避手段とみなされることが多い。
イニスは後期の著作で、工業化とマスメディアは、より個人的な口頭によ意思伝達が根本的に低く評価されるようになった文化の機械化をさらに推し進めた、と主張した。1948年、イニスは「読むことは聞くことよりも速く、印刷機とラジオは個人ではなく世界に語りかける」と書いている。

我々はインターネットを知識の独占を生み出す要因と見なすことができる。この技術を使いこなすスキルを持つ者は、どの情報を伝えるかを選択する権力を持つ。近年、知識独占の創出におけるインターネットの重要性は、この技術の使い方に関する知識と認識の高まりにより、やや低下している。それと同時に、デジタル技術の複雑さが増すにつれ、知識の独占が強化されていると『ニューヨーク・タイムズ』は述べている。
国防総省は、軍事請負業者に、将来のインターネットの高度に機密性の高い複製の開発を委託している。その目的は、敵対者が国の発電所、通信システム、航空システムをシャットダウンしたり、金融市場を凍結させたりするのに何が必要かをシミュレートし、そのような攻撃に対するより良い防御と、新世代のオンライン兵器を構築することである。
新しいメディアが登場するたびに、エリート層の力と支配を強化するためにその技術をどのように使うかについての知識の独占も生まれる。

## 概念の起源
知識の独占について論じる際、イニスは関心の多くをアメリカ合衆国に向ける。そこでは、大量発行の新聞や雑誌、私有の放送ネットワークが、独立した思考と地域文化を毀損し、聴衆を受動的にしていると彼は恐れていた。これらを彼は「コミュニケーションの巨大な独占」と呼ぶ。ジェームズ・W・ケアリーは、イニスが広告主導のメディアによる情報と娯楽の中央集権的な支配を懸念していたと指摘している。「『情報』という商品と『メディア』という制度の存在そのものが、お互いを必要としている」とケアリーは書いている。「ますます多くの人々が、記者、出版社、プログラムディレクターに頼って過ごす時間が長くなっている。毎週、彼らはタイム誌を待っている」。
知識の独占の概念を形成するために、イニスは経済学、歴史学、コミュニケーション論、技術論など、いくつかの分野の研究を参考にした。

### 経済学と価格体系
1938年のエッセイ『The Penetrative Powers of the Price System』で、イニスは後の知識の独占の概念を予告している。「価格体系」の正確な定義は示していないが、貿易と技術が現代の産業経済をどのように形作ったかを示している。例えば、石炭と鉄から石油と電力へのシフトは、産業社会の誰もが逃れられない深い影響を与えたとイニスは示唆している。一方で、電気設備の発展により大規模なアパートメントに住む人々が集中する都市の成長、他方で自動車と舗装道路の結果として、人口が広大な大都市圏に分散したことに言及している。
現代の産業社会の住民は、より田舎の祖先とは違う食事をしている。「栄養学の科学的研究の指導の下、混雑した地域の人口の需要は、炭水化物からビタミンへ、または小麦から乳製品、家畜、果物、野菜へとシフトしている」とイニスは書いている。同時に、都市住民は安価な大量発行の新聞の影響を受けており、そこでは政治的ステレオタイプがデパートの広告とともに売られていると彼は付け加えている。イニスにとって、産業経済は人々の生活、仕事、コミュニケーション、思考を独占しているのだ。

### 歴史と古典学
イニスの知識の独占の概念は、1939年に文明の発展における口承の重要性について長い論文を発表した学者ソロモン・ガンズからも影響を受けた。ガンズは、口承における言語の統制は宗教的制度に根ざしており、その伝統を保存することで文明の継続性を確保していたという考えを進めた。しかし同時に、宗教的エリートは、軍事力の使用を支配する政治的エリートと権力を共有することが多く、それによって文明が領土を征服し保持することに成功することを確保していた。
イニスはこれらのアイデアを時間偏重と空間偏重のメディアの概念に取り入れた。時間偏重と空間偏重のメディアの間にバランスがあるとき、文明と帝国は繁栄すると彼は主張した。しかし、一方のタイプのメディアがもう一方に勝利すると、安定性が損なわれ、不均衡な知識の独占が文明と帝国の衰退と崩壊を徐々にもたらす可能性があることが示された。イニスは、実際、西洋文明にこのようなことが起こっていると主張した。西洋文明は、日刊新聞などの空間偏重のコミュニケーション技術による知識の独占のために、一部危険なほど不均衡になっていた。イニスにとって、新聞は彼が「現在志向」と呼ぶものへの執着を反映していた。新聞とそれに奉仕する通信社は、大量の情報を長距離にわたって伝えることができたが、この伝達の速さと即時性の重視は、連続性と記憶を消し去った。「時間は、1日分の新聞の長さに切り刻まれている」とイニスは書いている。電子メディア（ラジオ、後にテレビ）の出現は、さらなる速度と即時性を付け加え、文化的記憶の消去に累積的に貢献した。さらに、これらの空間偏重のメディアは、ナチス・ドイツのように、政治的エリートによって大規模な国民を動員し、悲惨な征服戦争を支持するために使用される可能性があった。

## 書き言葉の重要性
イニスは、書かれたメディアの支配に基づく知識の独占に特に重点を置いた。「西洋の歴史を、書き言葉の時代と印刷の時代に便宜的に分けることができる」と彼は『帝国とコミュニケーション』で書いている。

### 書き言葉
「剣とペンは一緒に働いた」とイニスは書いている。「署名され、封印され、迅速に送られた書かれた記録は、軍事力と政府の拡大に不可欠だった。小さなコミュニティは大きな国家に書き込まれ、国家は帝国に統合された」。エジプトとペルシャの君主制だけでなく、ローマ帝国も「本質的に書き言葉の産物だった」とイニスは付け加えている。
ローマがパピルスを採用したことで、書き言葉の広がりと広大な領土を統治するために必要な官僚制の発展が促進された。アルファベットの効率性は、さまざまな古代帝国における知識の独占を強化した。イニスは、読者と後の書き手の「思考のチャンネル」を決定する精神的な「型」を作り出す書き言葉の力について警告している。

### 印刷と紙
イニスは、印刷機が西洋史における決定的な発明だったと考えていた。ルイス・マンフォードは、印刷が「完全に機械的な達成だった...将来のあらゆる複製の道具の型となった。印刷された紙は...最初の完全に標準化された製品だった」と指摘した。したがって、イニスにとって、印刷機と随伴するメディアである紙は、大量生産に基づく産業社会の特徴となるメカニズム化をもたらしただけでなく、知識そのもののメカニズム化をもたらした。それによって、イニスは、印刷が産業文化の特徴である知識の独占を強化する信念と慣行の生産につながったことを意味していた。
その例は、19世紀の新聞紙の大規模生産に見ることができる。新聞紙は、百貨店などの大口広告主に提供するためにより多くの読者を必要とする大規模な新聞工場の発展を促進した。百貨店自体は、増加する都市住民に対する新しいマーケティング方法を反映していた。より多くの読者を引き付けるために、新聞社は漫画を掲載し、外国の戦争の「興奮と扇情主義」に頼るようになった。そのような報道は、イギリスとアメリカの外交政策に影響を与え、時には悲惨な結果をもたらした。
イニスはまた、印刷された本が産業工場での労働者の画一化に似た思想の画一性を生み出す可能性があると警告した。彼は「汝、汝のためにいかなる彫像をも造ってはならない」という聖書の戒めを繰り返すが、私たちの無意識の社会では、この禁止は印刷された言葉には適用されないと解釈されていると示唆している。
ウィリアム・クーンズによれば、印刷メディアが支配する社会は、印刷された知識のみを「本質的に有効」とみなす。教科書出版社はあらゆるレベルの教育に大きな影響力を持ち、学校や大学は印刷物以外の形式の知識を受け入れることを拒否する。「知識の独占は、用心深く自分自身を守る」とクーンズは書いている。あるいはマンフォードの言葉を借りれば、印刷された本の出現とともに、学習は「本の学習」になった。
ポール・レヴィンソンは、「識字は人類史上最も重要な知識の独占を構成している可能性が高い」と書いている。しかし、開かれた民主主義社会では、公教育システムが生徒に読み書きを教えることで、この独占を打ち破ることに専念しており、それによって生徒に印刷された知識への完全なアクセスを与えていると彼は付け加えている。